# 王桂
王桂（?—?），元朝大臣，济南路章丘县（今山东省济南市章丘区）人，元仁宗时中书参知政事。
王桂是掾吏出身，由中书省掾提升为监察御史，转任吏部员外郎。大德十一年（1307年），元武宗即位，奉命到浙江赈济饥民。至大三年（1310年），担任上都副留守，至大四年（1311年），元仁宗即位，王桂担任同知上都留守司事。皇庆二年（1313年），为大都路总管兼大兴府尹，颇有政绩。延祐四年（1317年）以工部尚书转任中书参知政事，他奉旨与御史大夫伯忽祭祀陕西岳镇、名山，赈济秦州灾民。延祐五年（1318年）五月，罢职。